# Ana Victoria Jiménez
Ana Victoria Jiménez (Ciudad de México, 31 de agosto de 1941) es una feminista, editora, activista, fotógrafa y archivista del movimiento feminista desde los años sesenta hasta los noventa. En 2024, su archivo de arte feminista y del movimiento feminista mexicano, el cual está albergado en la Universidad Iberoamericana, obtuvo el reconocimiento “Memoria del Mundo” de la Organización de Naciones Unidas para la Educación, la Ciencia y la Cultura (UNESCO).En 2016, fue acreedora de un reconocimiento por su trayectoria e impacto al movimiento feminista en México por el MUMA. 

## Datos de su vida activista
Su madre fue Ana Álvarez y su padre fue Ramiro Jiménez, quienes tuvieron dos hijos. Fue militante del Partido Comunista, donde llegó a ser secretaria del Comité Central y realizó varios viajes a la ex Unión Soviética y otros países del bloque socialista. Fue una de las fundadoras de la Unión Nacional de Mujeres Mexicanas, hasta la década del setenta cuando pasa a formar parte de los primeros grupos feministas de México, como el Mujeres en Acción Solidaria (MAS). En la década del ochenta fue integrante del grupo de arte feminista mexicano Tlacuilas y Retrateras. 

Desde el inicio del feminismo mexicano en los años setenta, Jiménez documentó los principales eventos y actividades, participando en exposiciones y publicado fotografías en las revistas: Fem, Interviú, Siempre, suplemento "La Cultura en México", In These Times, El Mexicano, Tijuana, B.C., varios números, Nosotras, La Opinión, Torreón, Coah., entre otras. Resguardó y conservó dichos materiales y su acervo fotográfico, gráfico y documental, producido y reunido por ella misma. Jiménez mencionó que el origen de este archivo se dio porqueː
Militaba en grupos en los años 60, me gustaba coleccionar, aunque no había mucho, guardaba periódicos, folletos. Años después empecé a analizarlos y catalogarlos. En el primer evento de 1971, empecé a hacer fotos, mi intención era registrar y guardar. Primero fue dar una pequeña cronología y con el tiempo fue catalogar todo. Fue pesado digitalizar cuatro mil fotos. Todo lo que es el archivo feminista está digitalizado, mi colección fotográfica todavía no toda.
El archivo contiene más de 5 mil documentos y es una fuente invaluable para la reconstrucción y reflexión sobre el movimiento de mujeres y el feminista mexicano. Desde 2011, el archivo se encuentra y es de libre consulta en la Biblioteca Francisco Xavier Clavigero de la Universidad Iberoamericana en Ciudad de México.Está organizado en 6 secciones con cantidades aproximadas deː 4250 ítems documentales, 250 carteles, 300 folletos y agendas, 100 ejemplares de hemerografía, 3319 imágenes fotográficas y 550 volúmenes bibliográficos.

Según la directora de la biblioteca, Teresa Matabuena, éste es “Es base para movimientos feministas actuales”: Teresa Matabuena.Este archivo tuvo una activación en 2011 a través de la exposición “Mujeres ¿y que más?”. De acuerdo con la Dra. Cecilia Sandoval Macías, 
(En el archivo) hay temas sustanciales como la despenalización del aborto y la violencia contra las mujeres. Reivindica el trabajo doméstico, aborda el tema de las costureras que murieron en el terremoto de 1985. El archivo es muy vivo, muy vital, con una conciencia archivística y de los más socorridos hoy por hoy.
Desde que realizó su primer curso de fotografía no paró de experimentar en técnicas y estilos. Su obra se centró en la cotidianidad de las mujeres en temas tales como el trabajo doméstico, por ejemplo, con los Cuadernos de tareas, proyecto visual que narra los interminables actividades domésticas, registró variadas fiestas de XV años, la muerte, la soledad y también experimentó en la interdisciplina en formatos como la prosa o poesía visual con la temática de los árboles raros, diferentes, torcidos con formas eróticas y/o monstruosas, que capturó por muchos años y en diferentes paisajes de México. Además su obra fotográfica comprende el registro de muchas marchas, festivales, encuentros, exposiciones todas feministas y fue una activa colaboradora en el movimiento de las costureras tras el terremoto de 1985. Asimismo colaboró activamente con la The Internacional dinner party que se realizó en México en 1979 y se homenajeó a mujeres destacadas como Elvira Trueba, Adelina Zendejas, Amalia Castillo Ledón, y Concha Michel. También ha organizado, promovido y participado con su obra activamente en Muestras y Exposiciones Colectivas de artes visuales, tales como, el Encuentro Feminismo Arte y Mujer, Cuernavaca, Morelos, 1979. En la exposición Colectiva Mujeres Artistas‑Artistas Mujeres, Museo de Bellas Artes de Toluca, 1984. El evento la Fiesta de XV años, en la Escuela Nacional de Artes Plásticas, 1984, donde presentó el trabajo La sirena tratando de salir del círculo sin fin, técnica mixta (l20 x 90 cm.) Participó en la exposición colectiva con motivo del XV aniversario de la revista Fem, Casa de la Cultura de la Colonia del Valle, 26 de octubre de 1991. Tomó un curso con otra importante fotógrafa, la argentina Alicia D’ Amico.
Ha publicado numerosos artículos, ensayos y entrevistas en revistas y periódicos de la Ciudad de México, del interior del país y en algunas revistas de América Latina. Participó en la Investigación y apoyo del guion técnico de la película Rompiendo el Silencio, CUEC, UNAM, 1979. También en el guion para el evento La Fiesta de XV Años, 1984. Escribió colectivamente como parte de Tlacuilas y Retrateras el artículo Mujer y Arte, Revista Fem, 1984. “La despenalización del aborto. Cronología", en el libro Sobre el aborto. Una antología. Grupo Cinco, México, 1991. Elaboró otros textos como: Manuales de Lectura y Redacción para personal administrativo del Instituto de Capacitación de la Industria de la Construcción (ICIC). Autora y editora de la narración fotográfica, Columpio sobre el Precipicio, 1985.

## Trabajos como editora
Se desenvolvió desde muy joven como editora de pequeños fanzines, revistas y trabajo en diferentes revistas. Hasta formalizar el oficio que desde el año de 1964 se hasta la fecha se ha dedicado, en especial, a la producción editorial, realizando distintas actividades relacionadas con la edición de libros, tales como redacción, corrección, formación tipográfica y diseño para diversas empresas editoriales; coordinando o asesorando publicaciones o al frente de Unidades Editoriales de algunas dependencias del sector público, impartiendo al personal capacitación en artes gráficas, así como a mujeres que realizan ediciones para el movimiento urbano popular, mediante cursos de introducción a las técnicas para la producción editorial. Entre 1984 y 1992 trabajó en el Instituto de Investigaciones Económicas UNAM, también como técnica para la producción editorial de la revista trimestral Problemas del Desarrollo y diversas publicaciones económicas.
Desde 1993, trabaja autónomamente en producción editorial, diseño gráfico y realiza asesorías literarias y de técnica en artes gráficas. De las publicaciones producidas hasta el momento destacamos las siguientes:
- 1994. María Luisa González Marín y Lucía Álvarez M. La economía mexicana en el siglo XXI. Instituto de Investigaciones Económicas-UNAM.
- Janet Townsend et al. Voces femeninas de las selvas. Centro de Estudios del Desarrollo Rural, México y Universidad de Durham, Inglaterra.
- Emma Zapata Martelo. Mujeres rurales ante el nuevo milenio. Colegio de Postgraduados. Centro de Estudios del Desarrollo Rural, Texcoco.
- Elaboración del Diagnóstico sobre el Sistema de Producción de los Materiales Didácticos. Recomendaciones y Manual Operativo y Manual sobre los lineamientos generales para la presentación de originales, captura y corrección del Instituto de Capacitación de la Industria de la Construcción (ICIC).
- 1994-1995. Elaboración de los Manuales Lectura y Redacción I y II, Instituto de Capacitación de la Industria de la Construcción (ICIC).
- 1995. María A. Gonzáles B. Fue como un despertar. Una experiencia de capacitación de Promotoras en Alfabetización. Centro Michoacano de Investigación y Formación (CEMIF) y Equipo Mujeres en Acción Solidaria (EMAS).
- 1996. María Arcelia Gonzáles B. Las Mujeres en Michoacán. Hacia un nuevo amanecer. Universidad Michoacana de San Nicolás de Hildalgo, CEMIF y EMAS.
- María Luisa González Marín (Coord.) Metodología para los estudios de género. Instituto de Investigaciones Económicas-UNAM.
- 1997. Marisa González González y otras. Impacto de la crisis, 1993-1995. Estadísticas sobre el mercado de trabajo femenino. Instituto de Investigaciones Económicas, UNAM, México.
- Gloria Sayavedra H. y Eugenia Flores H. (Coord.) Ser mujer: ¿un riesgo para la salud? Del malestar y enfermar, al poderío y la salud. Red de Mujeres, A.C., México.
- 1998. Taller de Capacitación Jurídica para mujeres. Nuestros derechos, los derechos de la familia y cómo defenderlos. Unión Nacional de Mujeres Mexicanas. México.
- 1999. Taller de Capacitación en salud para mujeres. Cuidados médicos integrales para la mujer y la familia. Unión Nacional de Mujeres Mexicanas. México.
- 2000. Si te molesta... ¡es hostigamiento sexual!, compilación Grupo de trabajo contra el hostigamiento sexual en el ámbito laboral. 1ª edición, 2000, 2ª edi.  2001, México.
- 2001. Taller de Capacitación en salud para mujeres. Liderazgo transformador centrado en la promoción de la salud. Unión nacional de Mujeres Mexicanas. México.
- 2002. La lucha por la reivindicación de las empleadas del hogar. Colectivo Atabal, A.C., México.
- Trabajo doméstico, ayer, hoy y ¿siempre?, Comp. Irene Ortiz Pérez, Colectivo Atabal, A.C., México.
- 2003. Taller de Capacitación para mujeres. Acciones de Bienestar Social para las mujeres. Unión nacional de Mujeres Mexicanas. México.

Las siguientes son publicaciones fueron realizadas para instituciones gubernamentales y no gubernamentales, o universitarias, e independientes.
- 2004: Mónica Mayer: Rosa Chillante. Mujeres y Performance en México. Fonca, AVJ, México.
- 1992. Familias en transformación y Códigos por transformar. Construyendo las propuestas políticas de las mujeres para el Código Civil, Grupo de Educación Popular con Mujeres, A.C.
- 1991. Coordinación y edición de Aprendiendo Juntas, Cuadernos de los Derechos Laborales de las Trabajadoras del Servicio Doméstico, 5 folletos, editados por el Colectivo Atabal.
- Sobre el aborto. Una antología. Coordinación colectiva Grupo Cinco (Apis, Cidhal, Emas, Gem, Mas). Elaboración de "La despenalizacin del aborto. Cronología", pp. 7‑14.
- Coordinación editorial del Calendario 1992, coeditado por el Grupo de Educación Popular con Mujeres (GEM) y el Equipo de Mujeres en Acción Solidaria (EMAS).
- Edición del libro. Así es, pues. Trabajadoras Domésticas de Cuernavaca, Colectivo Atabal.
- 1989 a 1993. Grupo de Educación Popular con Mujeres (GEM), coordinación de la producción editorial de la Institución.
- 1969‑1970, Revista Mujeres del Mundo Entero, publicación de la Federación Internacional de Mujeres con sede en Berlín, RDA, como miembro del Consejo de Redacción y responsable de la edición en español.

## Obra
- Autora y editora de la narración fotográfica, Columpio sobre el Precipicio, 1985.
- "De entre las ruinas emerge la reconstrucción de las conciencias", Testimonio colectivo publicado en la Revista Problemas del Desarrollo, Nos. 62‑63, 1986, Instituto de Investigaciones Económicas, UNAM.
- "La conciencia, puntada a puntada". Testimonio colectivo sobre las costureras de México, Nueva Sociedad, No. 93, enero‑febrero de 1988, Caracas, Venezuela, pp. 131‑138.
- Paula Batalla, donde quiera que me paro, soy yo (autobiografía de una Jaramillista), Cidhal, 1988, 144p.
- "Entremos a la casa con la Educación Popular" (en colaboración), en Estudios Ecuménicos, publicación del Centro de Estudios Ecuménicos, No. 21, enero‑marzo de 1991, pp. 29‑31.
- "La participación electoral de las mujeres: Una historia de aproximaciones sucesivas" (colectivo),  en Estudios Ecuménicos, Centro de Estudios Ecuménicos, No. 27, Jul.‑ Sept. 1991, pp. 14‑17.
- "Por qué votar por las mujeres?", en Mujeres, suplemento del periódico La Opinión, domingo 2 de junio de 1991, Torreón, Coahuila, México.
- "Las feministas debemos estar donde se decide". entrevista a la Asambleísta Amalia García, en Mujeres, suplemento del periódico La Opinión, domingo 7 de julio de 1991, Torren, Coahuila, México.
- "Estoy donde quiero estar", Mujer/Fempress, especial, 1991, Santiago, Chile, p. 31. "Estoy donde quiero estar", en Mujeres, reproducido por suplemento del periódico La Opinión, domingo 7 de junio de 1992, p. 6.
- "La despenalización del aborto. Cronología", pp. 7‑14, en el libro Sobre el aborto. Una antología. Coordinación colectiva Grupo Cinco (Apis, Cidhal, Emas, Gem, Mas), México, 1991.
- "Presentación" (colectiva), en Familias en transformación y Códigos por transformar. Construyendo las propuestas políticas de las mujeres para el Código Civil, Grupo de Educación Popular con Mujeres, A.C., julio de 1992.
- Vida cotidiana de las mujeres del Centro de la Ciudad de México, coordinación de la investigación y edición de testimonios de mujeres de la Ciudad de México, GEM, 1995.
- 1994-1995. Manuales Lectura y Redacción I y II, Instituto de Capacitación de la Industria de la Construcción (ICIC).
- Ángel Bassols Batalla, una vida dedicada a la geografía. Notas autobiográficas (Ana Victoria Jiménez A. Compiladora), Col. México, país de ilusiones. 110p. Instituto de Investigaciones Económicas-UNAM, 1997.
- México, país de ilusiones. Fernando Carmona de la Peña. La brega por la economía política (Ana Victoria Jiménez A. entrevistadora). Instituto de Investigaciones Económicas-UNAM, 1998, 214p.
- Ana Victoria Jiménez A. y Francisca Reyes C. Sembradoras de futuros. Memoria de la Unión Nacional de Mujeres Mexicanas, UNMMAC, México, 2000, 368p.
- Eli Bartra, Anna M., Fernández Poncela, Ana Victoria Jiménez y Ana Lau. Feminismo en México, ayer y hoy. Universidad Autónoma Metropolitana-X, Col. Molinos de Vieto, Serie Mayor/Ensayo, 1ª edición 2000, 2ª edición 2002. Anexo fotográfico Ana Victoria Jiménez A.
- ¨Cada quien nace con una facilidad, yo nací para enseñar, María Teresa González de Girón, maestra rural´, en el libro 11 Estampas de Mujeres Mexicanas, Premio DEMAC 2001-2002, (pp. 179- 227), México, 2002.
- 2003. Taller de Capacitación para mujeres. Acciones de Bienestar Social para las mujeres. Ana Victoria Jiménez A. (Selección y edición) Unión Nacional de Mujeres Mexicanas. México.

## Exposiciones individuales y colectivas
- 2023-2024 - Poéticas feministas, Ana Victoria Jiménez/ Alicia D' Amico. Museo de Arte Moderno, curada por Karen Cordero y María Laura Rosa.[9][3][10]
- 2011 - Mujeres ¿y qué más? Reactivando el archivo de Ana Victoria Jiménez (2011). [11]
- 2023-2024- Poéticas Feministas, Ana Victoria Jiménez y Alicia D´Amico. Curaduría de Karen Cordero y  María Laura Rosa. Museo de Arte de Moderno, Ciudad de México.